# Lahntal total

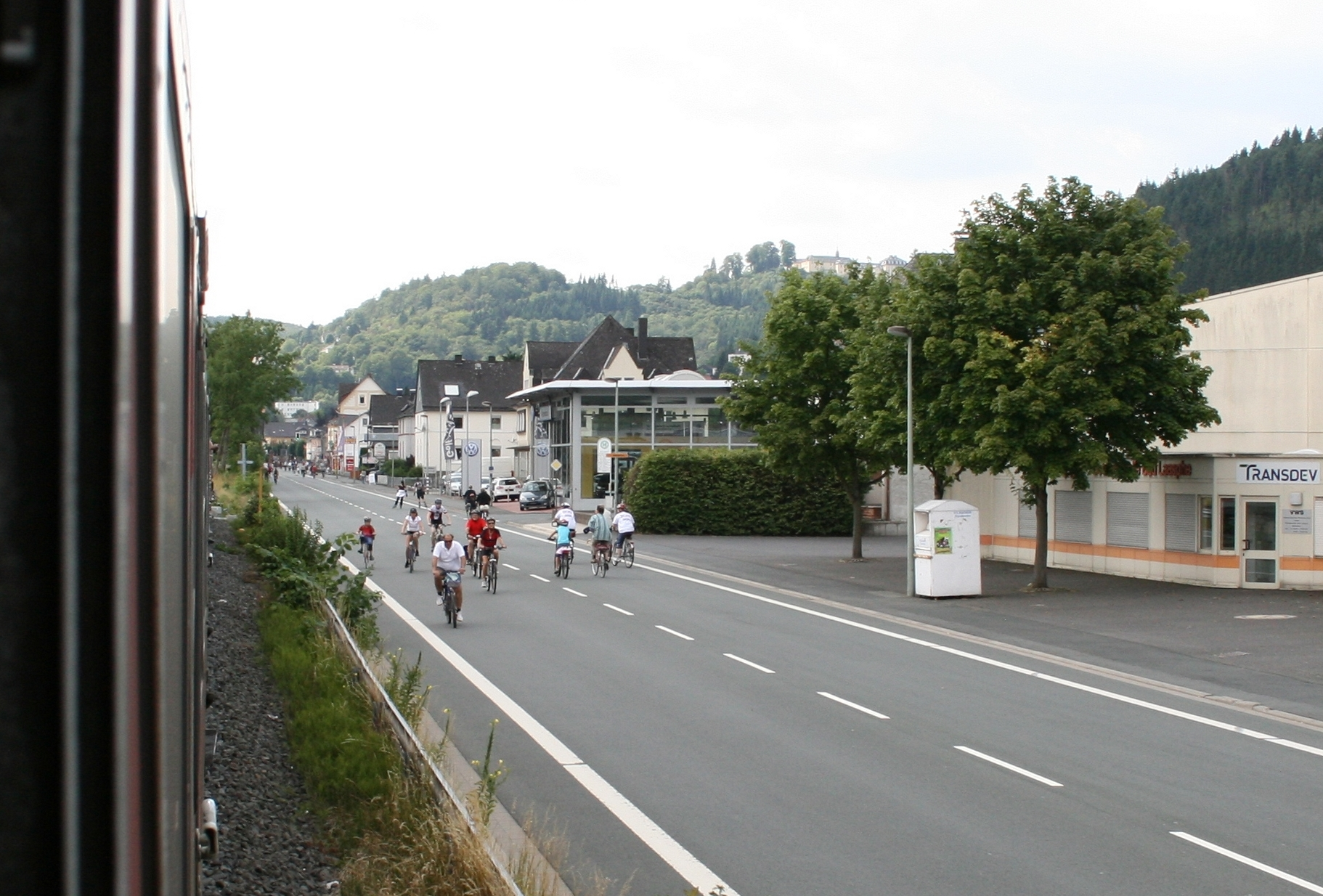
Fahrradfahrer und Inlineskater auf der B 62 in Bad Laasphe anlässlich „Lahntal total“ 2010

Lahntal total (Eigenschreibweise auch Lahntal TOTAL) ist eine Großveranstaltung, die von 2006 bis 2011, 2015 und 2022 im Oberen Lahntal stattfand. Während dieses autofreien Sonntags werden Teilbereiche der Bundesstraßen 62 und 3 entlang der oberen Lahn für den Kraftverkehr komplett gesperrt und für den Radverkehr geöffnet.

## Geschichte und Aktionsrouten

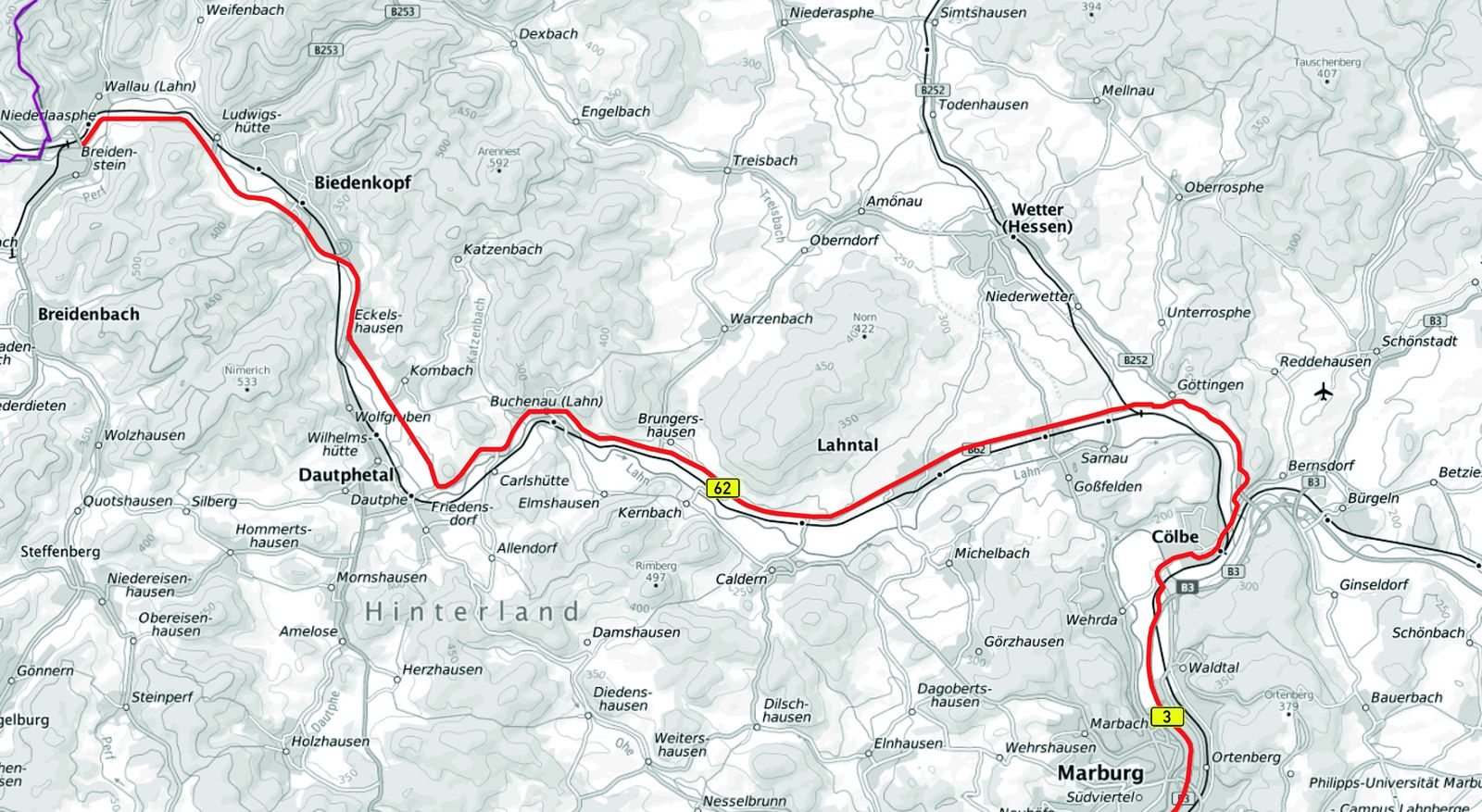
Karte der Aktionsroute für die Neuauflage 2022

2006 (28. Mai) wurde die Veranstaltung als autofreier Sonntag entlang der Lahn ins Leben gerufen, damals führte die 65 Kilometer lange Strecke von der Lahnquelle (Sperrung ab Volkholz) bis zur Marburger Innenstadt. 2007 (29. Juli) wurde die Strecke durch das Land Hessen gekürzt: man begann erst am Bahnhof in Feudingen und endete bereits in Cölbe, die Route war damals rund 50 Kilometer lang. Von 2008 (27. April), 2009 (26. Juli) und 2010 (25. Juli) nutze man statt zu sperrenden Straßen auch teilweise bestehende Radwege mit, da die Hessische Landesregierung Mittel von rund 20.000 Euro (bspw. für die Umleitungsbeschilderung) gekürzt hatte. 2011 (24. Juli) wurde die Aktionsroute wieder bis nach Marburg verlängert.
2012 fand „Lahntal Total“ aufgrund von Baustellen auf der Strecke nicht statt, nachdem auch die Idee einer verkürzten Route gescheitert war. Seit 2012 beteiligt sich das Land Hessen nicht mehr an den Kosten der Verkehrssicherung und Umleitungsbeschilderung, weshalb die Veranstaltung auch 2013 (zunächst geplant am 28. Juli) und 2014 nicht stattfinden konnte. Für 2013 war ersatzmäßig eine kleinere Veranstaltung zwischen Feudingen und Breidenbach unter dem Titel Lahntal Spezial am 6. Oktober zusammen mit dem „Tag der Regionen“ in Breidenbach vorgesehen. In Wittgenstein sollte dieser Aktionstag teilweise autofrei sein, im Hinterland wollte man auf klassische Radwege ausweichen.
Für 2015 (26. Juli) plante man eine Neuauflage der Veranstaltung, welche eingeschränkt stattfand. Dabei wurde nochmals die Route verändert: Damals sperrte man die Straßen von Erndtebrück bis zum Marktplatz in Biedenkopf, wo die Veranstaltung in ein Stadtfest mündete. Seitdem bemühten sich mehrere Gruppen eine weitere Neuauflage zu schaffen, wegen der weiterhin hohen Kosten kam das auch 2016 bis 2021 nicht zustande.
Zur Neuauflage 2022 (5. Juni) fand erneut eine Veränderung der Aktionsroute statt, die Sperrung begann an der Kreuzung B 62 / B 253 (sogenanntes „Wallauer T“) bei Wallau (Lahn) und führte bis an die Südspange an der Stadtautobahn B 3 in Marburg, auf der sie in die Aktion „Tischlein deck dich“ des 800-jährigen Marburger Stadtjubiläums mündete. So war das Land Nordrhein-Westfalen in Form des Kreises Siegen-Wittgenstein und der Stadt Bad Laasphe an der diesmal rund 35 Kilometer langen Route erstmals unbeteiligt, was wohl vor allem an Kooperationsschwierigkeiten und Kostenproblemen lag. Für den Radlertransport gab es erstmalig eine kostenlose Zugverbindung (siehe Abschnitt „Verkehr“).
Ob es eine Fortsetzung geben wird entscheidet vor allem die Resonanz für die Neuauflage 2022, die nach ersten Einschätzungen durchweg positiv ausgefallen ist. Eine Rückkehr zur jährlichen Ausrichtung ist allerdings nicht vorgesehen.

## Organisation

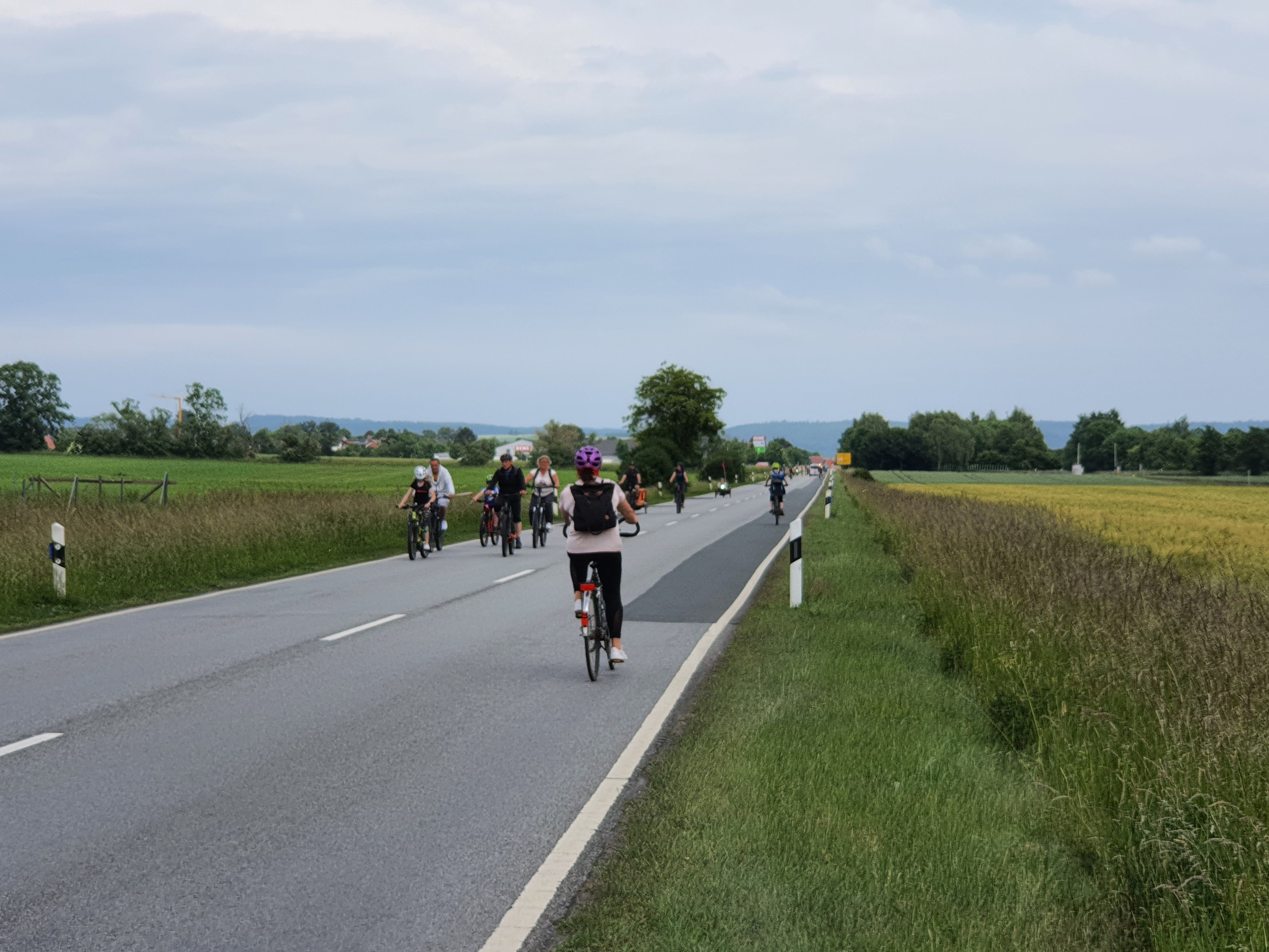
Radfahrer auf der B 62 (Wittgensteiner Straße) vor Sterzhausen anlässlich „Lahntal total“ 2022

### Veranstalter
Veranstalter sind die Tourismusorganisationen der beteiligten Landkreise: der Landkreis Marburg-Biedenkopf (Marburg Stadt und Land Tourismus GmbH, bis 2015 TOuR GmbH Marburg-Biedenkopf) und bis 2015 auch der Kreis Siegen-Wittgenstein (Touristikverband Siegerland-Wittgenstein e.V.), zusammen mit den Städten und Gemeinden entlang der Lahn.

### Kosten
Insgesamt kostete die Landkreise das Großereignis in der Form, wie es 2006 bis 2011 stattfand, rund 50.000 Euro, die für Absperrungen, Umleitungen und Genehmigungen anfielen. Marburg-Biedenkopf schulterte dabei vier Fünftel, Siegen-Wittgenstein ein Fünftel der Kosten. Grund für die ungleiche Verteilung war der Streckenverlauf: von der damals rund 50 Kilometer langen Aktionsroute, verliefen nur etwa 15 Kilometer durch Wittgenstein. Bis zum Jahr 2011 unterstützte das Land Hessen seinen Landkreis, indem es 75 Prozent – rund 30.000 Euro – des Anteils übernahm. Die Neuauflage 2022 kostete rund 200.000 Euro, der Landkreis stemmte dabei die Kosten, die vor allem wegen der höheren Sicherheitsanforderungen gestiegen waren, allein.

### Verkehr
Autoverkehr und Umleitungen

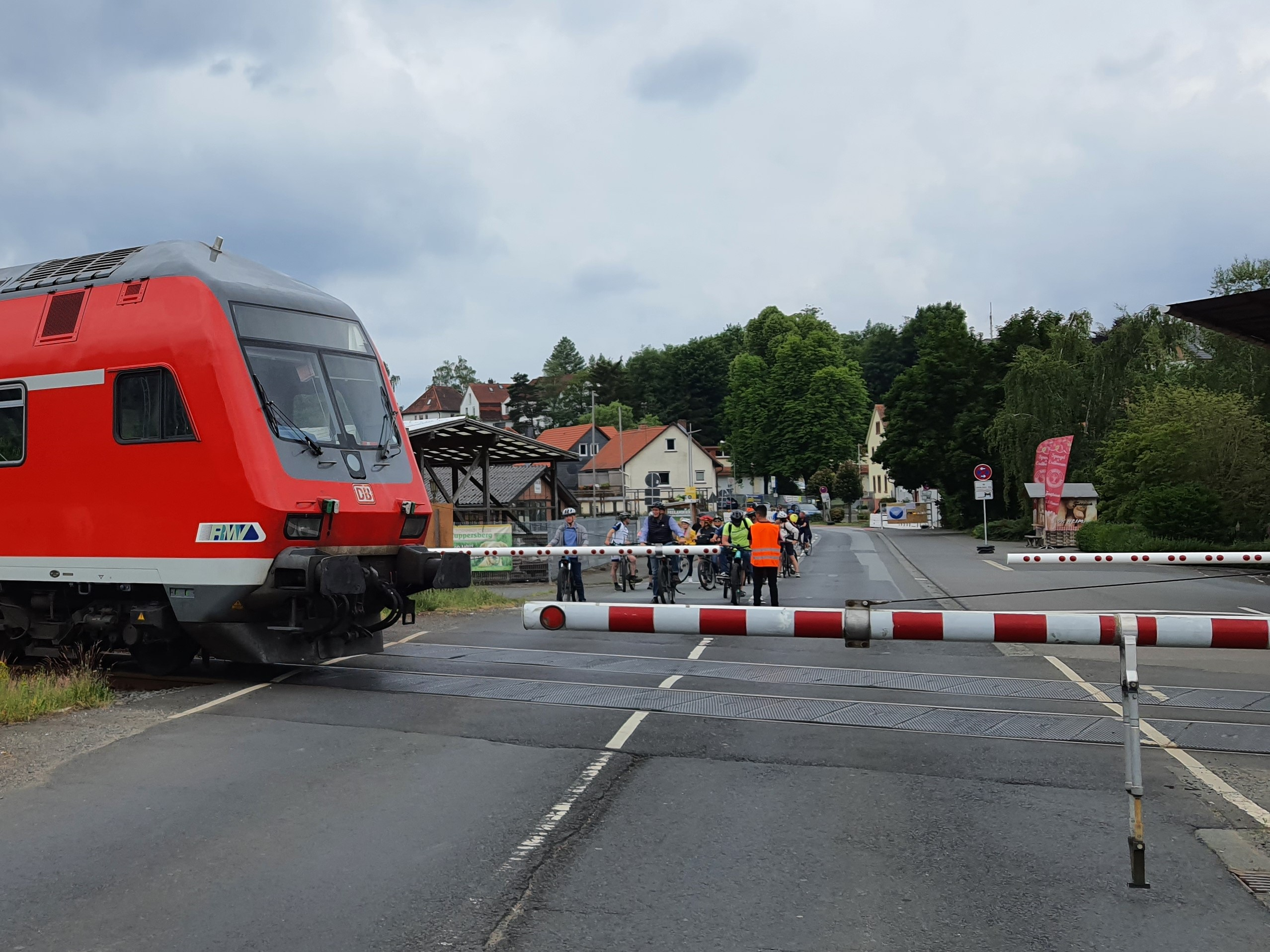
Ein Doppelstock-Sonderzug und wartende Radler am Bahnübergang Kasseler Straße in Cölbe anlässlich „Lahntal total“ 2022

Der Autoverkehr wird klein- und großräumig umgeleitet, wobei für lokale Fahrten auf die Gemeindeverbindungsstraßen und für überregionale Fahrten auf die umliegenden Bundes- und Landesstraßen verwiesen wird. Die gesamte Strecke wird abgesichert und beaufsichtigt. Die Sicherheitsanforderungen sind seit den Anfängen stark gewachsen, zur Neuauflage 2022 waren unter anderem mehr als 200 Streckenposten der Verkehrskadetten aus Bern und Köln im Einsatz. Für Notfälle werden entlang der Strecke Unfallhilfe-Stellen eingerichtet, welche vom DRK betreut werden.
Die Straßen waren bisher meist von 9 bis 18 Uhr gesperrt, 2022 fand eine Sperrung zwischen 6 und 20 Uhr statt. Um die an der Aktionsroute liegenden Ortschaften nicht gänzlich abzuscheiden gibt und gab es verschiedene „Querungs-“ und „Durchlassstellen“, gesichert und betreut von Polizei oder Feuerwehr. Während ein Großteil der Straßen voll gesperrt wird, gab es in der Vergangenheit auch öfter Straßen, die halbseitig für den Autoverkehr frei blieben.
Schienenverkehr und Sonderzüge
Die Kurhessenbahn, als Betreiberin der anliegenden Oberen Lahntalbahn, setzte in den Jahren 2006 bis 2011 zwischen Marburg und Erndtebrück Sonderzüge im Stundentakt mit verlängerten Haltezeiten ein, um den Teilnehmern eine autofreie An- und Abreise zu ermöglichen. Die Fahrten fanden damals sowohl mit für den Fahrradtransport umgebauten Triebwagen der Baureihe 628 von KHB und WFB in Doppeltraktion als auch mit den beiden ehemaligen Lokomotiven der Baureihe 218 der Kurhessenbahn, bespannt mit vier n-Wagen, teilweise umgebaut für den Fahrradtransport, statt. Durch den verstärkten Andrang kam es damals zu teils größeren Verspätungen und Kapazitätsengpässen, das Verkehrsangebot wurde dahingehend mehrmals optimiert.
Ergänzend zum Bahn-Angebot fuhr in den Anfangsjahren zum Abschluss der Veranstaltung nach Aufhebung der Straßensperren noch ein Freizeitbus mit Fahrrad-Anhänger, um die letzten Radfahrer auf der Strecke einzusammeln.
Zur Neuauflage 2022 gab es eine erstmals kostenlose Zugverbindung im Stundentakt von Marburg nach Bad Laasphe (RB 94). Eingesetzt wurden erstmals Doppelstockwagen mit jeweils zwei Mehrzweck-Großraumabteilen. Bespannt wurden diese von Lokomotiven der Baureihe 245. Das Angebot wurde vom Landkreis mit Beteiligung des Rhein-Main-Verkehrsverbundes (RMV) und der Stadt Marburg finanziert.

## Rahmenprogramm
In den Ortschaften entlang der Strecke wird ein umfangreiches Rahmenprogramm, zu dem Livemusik, Open-Air-Gottesdienste und Verköstigungen aller Art gehören, vorgehalten. Lokale Vereine sorgen bei der Aktion für die Verpflegung der Radfahrer, richten kleinere Feste aus und betreiben an der Strecke Raststationen, Essens- und Getränkestände. Die anliegenden Städte und Gemeinden bieten eigene Programmpunkte an, um das Fahrrad-Großereignis mit verschiedenen Angeboten zu versehen und auf die radtouristischen Angebote in der Region hinzuweisen.

## Teilnehmerzahlen

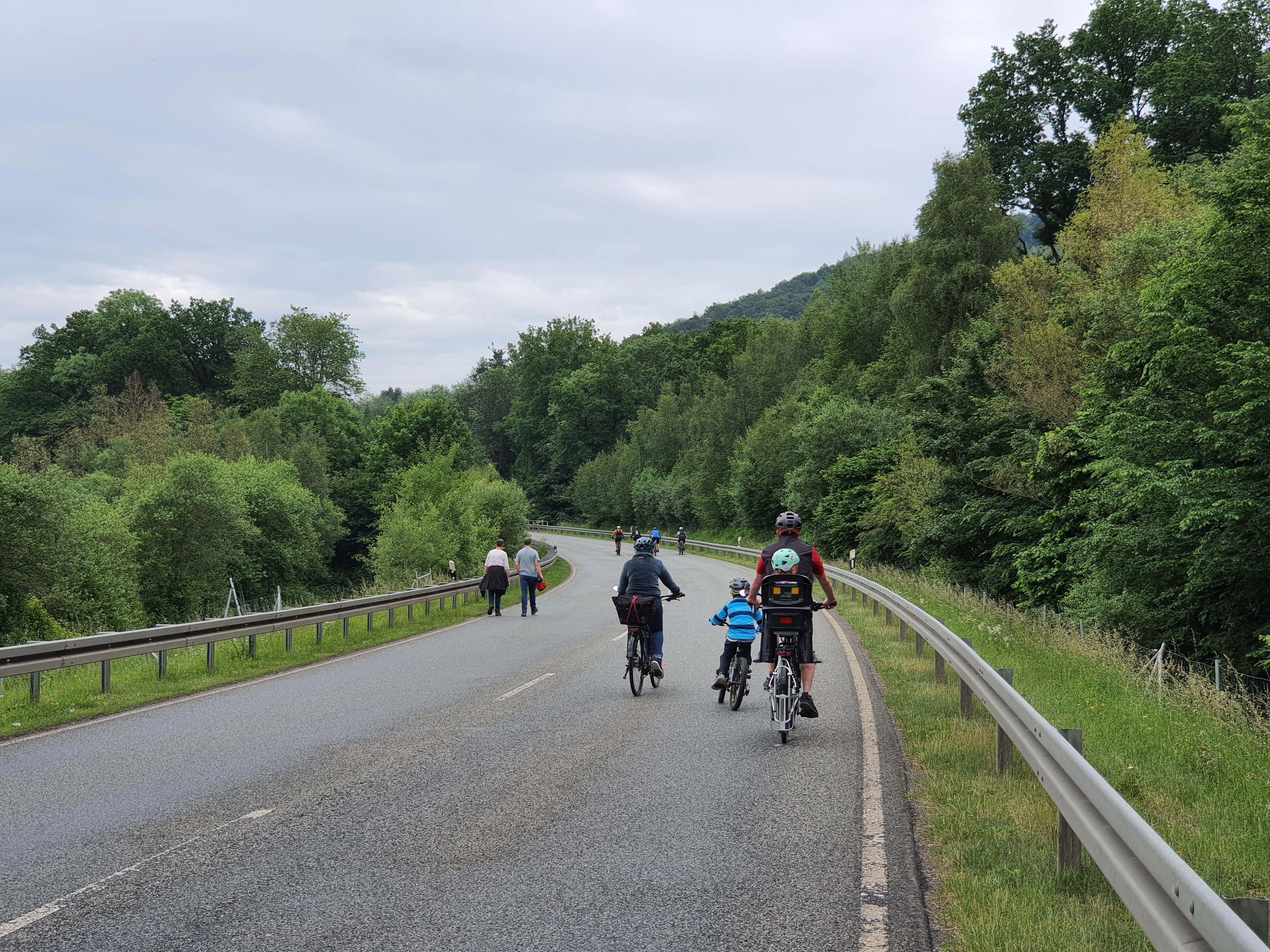
Radler und Fußgänger auf der Umgehungsstraße B 62 bei Wallau (Lahn) anlässlich „Lahntal total“ 2022

Im Auftaktjahr 2006 nutzten etwa 50.000 Radfahrer, Inlineskater und Fußgänger die etwa 50 Kilometer lange Strecke; 2007 nahmen wegen schlechter Witterung nur wenige teil. Nach Schätzungen der Fremdenverkehrsämter der beiden beteiligten Landkreise besuchten 2008 bei „idealen Wetterbedingungen“ über 80.000 Menschen das Event, in den Jahren 2009 und 2010 waren es annähernd 100.000. Von Jahr zu Jahr wuchs die Resonanz der Menschen, die vermehrt auch aus dem Ruhrgebiet sowie dem Rhein-Main-Gebiet und der Region Kassel anreisten. Auch die Übernachtungszahlen im Oberen Lahntal stiegen am Veranstaltungswochenende zuletzt stark an. 2011 nahmen wegen schlechten Witterungsverhältnissen nur etwa 30.000 Menschen teil. Für die Neuauflage 2022 wurde von einem „enormen Interesse“ und „zehntausenden“ Teilnehmern gesprochen. Dabei waren etwa 33.000 Teilnehmer an der Zahl. Als Nachteil der Veranstaltung wird die entscheidende Abhängigkeit vom Wetter beschrieben.